# Mount Crickmer
Mount Crickmer är ett berg i Kanada.   Det ligger i Fraser Valley Regional District och provinsen British Columbia, i den södra delen av landet, 3 500 km väster om huvudstaden Ottawa. Toppen på Mount Crickmer är 1 359 meter över havet, eller 1 205 meter över den omgivande terrängen. Bredden vid basen är 17,7 km.
Terrängen runt Mount Crickmer är kuperad åt sydost, men åt nordväst är den bergig.Närmaste större samhälle är Maple Ridge, 20,0 km sydväst om Mount Crickmer.
I omgivningarna runt Mount Crickmer växer i huvudsak barrskog. Runt Mount Crickmer är det ganska tätbefolkat, med 134 invånare per kvadratkilometer.